# 曲樟站
曲樟站，位于中华人民共和国广西壮族自治区北海市合浦县曲樟乡，是玉铁铁路上的火车站，2016年2月22日办理货运业务，预留客运业务发展空间，由南宁铁路局管辖。

## 車站周邊
- 曲木小学
- 曲樟客运站
- 曲樟乡人民政府
- 曲樟中学

## 歷史
- 2016年2月22日办理货运业务。

## 外部連結
- 中国铁路客户服务中心 （页面存档备份，存于）